# Scott Overall

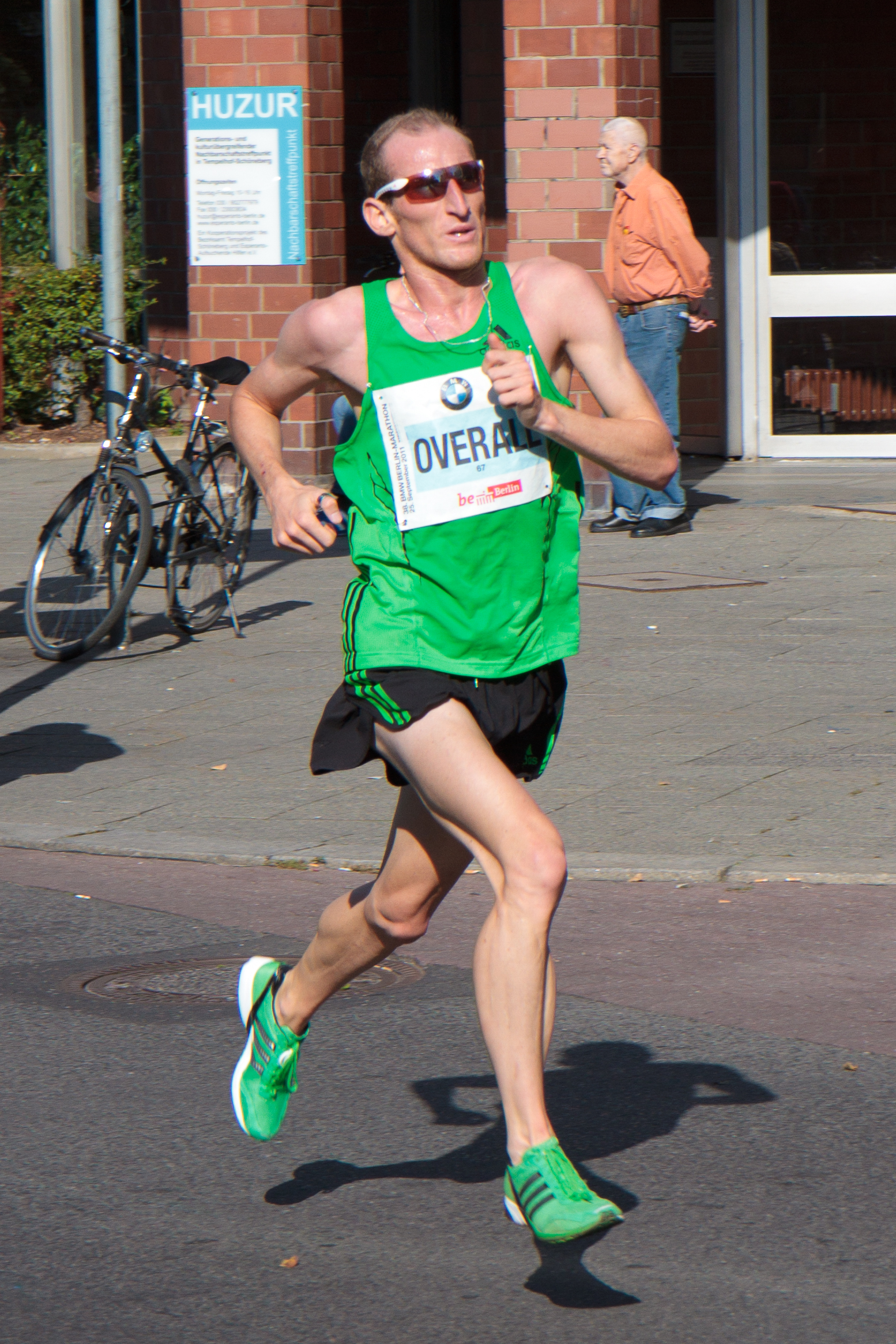
Scott Overall beim Berlin-Marathon 2011

Scott Overall (* 9. Februar 1983 in Hammersmith) ist ein britischer Langstreckenläufer.
Overall startete bei den Leichtathletik-Halleneuropameisterschaften 2007 in Birmingham im 3000-Meter-Lauf, schied jedoch im Vorlauf aus. Bei den Crosslauf-Europameisterschaften 2008 in Brüssel belegte er den 39. Platz. 2009 wurde er englischer Meister im 5000-Meter-Lauf und erreichte bei den englischen Meisterschaften im 10-Meilen-Lauf den zweiten Platz. 2010 gewann er bei den britischen Hallenmeisterschaften die Bronzemedaille im 1500-Meter-Lauf. Bei den Leichtathletik-Hallenweltmeisterschaften in Doha konnte er sich über 3000 Meter nicht für das Finale qualifizieren. Über 10 Meilen siegte er bei den englischen Meisterschaften.
2011 belegte Overall beim Berlin-Marathon bei seinem Debüt über diese Distanz in 2:10:55 h den fünften Platz und erfüllte damit die Qualifikationsnorm für die Olympischen Spiele 2012 in London. Dort belegte er am Ende Platz 61.
Overall studierte Wirtschaftswissenschaften an der Butler University. Er startet für den Blackheath & Bromley Harriers AC.

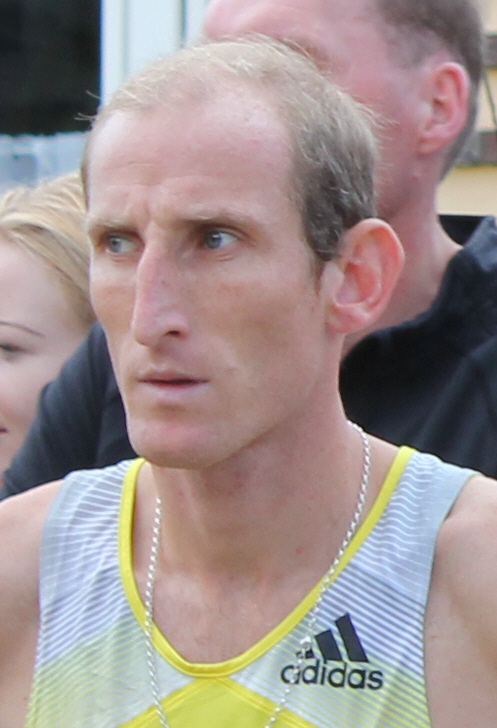
Scott Overall 2013 in Schortens